# Сайпл (острів)
Сайпл (англ. Siple Island) — острів біля берегів Антарктиди, у Південному океані, на межі морів Амундсена та Росса.

## Географія
Острів розташований північніше узбережжя Бакутіса, землі Мері Берд, що у Західній Антарктиді і відокремлений від нього шельфовим льодовиком Гетза. Він лежить південніше 60° південної широти, через що підпадає під дію Антарктичного договору.
Острів практично повністю покритий льодовиком та снігом. Його довжина сягає 110 км, за іншими даними — 150 км, ширина — 62 км, найвища точка — щитовий вулкан Сайпл (3110 м), який розташований у крайній північно-західній частині острова. За абсолютною висотою це 15-й острів у світі та 2-й в Антарктиді (після острова Росса — вулкан Еребус, 3794 м). Площа острова становить — 6390 км², за цим показником він займає 100-те місце серед островів Землі.

## Відкриття та дослідження
Острів був названий на честь Пола А. Сайпла (1908–1968), американського географа і дослідника Антарктики, який брав участь у шести антарктичних експедиціях, в тому числі у двох експедиціях Річарда Берда (1928–1930 та 1933–1935), під час яких були відкриті: Берег Сайпла та острів Сайпла. Він був у команді «Західної бази» (Маленька Америка) американської антарктичної служби (USAS), 1939–1941 років, і був штурманом у всіх головних дослідницьких польотах, в тому числі у польоті, в якому був відкритий і досліджений острів та вулкан Сайпл.